# Холокост во Франции
Холокост во Франции (фр. Shoah en France) — преследование и уничтожение евреев на территории Франции в период немецкой оккупации во время Второй мировой войны, часть общей политики нацистов и их союзников по уничтожению евреев.

## Евреи в довоенной Франции
Перед войной во Франции проживало около 240 тысяч евреев — граждан Франции. Кроме того, во Францию бежало множество немецких, австрийских, польских и чехословацких евреев. Общее количество евреев во Франции накануне оккупации составило около 350 тысяч.

## Разгром и оккупация Франции Германией
Немецкие войска 10 мая 1940 года начали наступление на Францию, объявившую войну Германии ещё 3 сентября 1939 года, в связи с её нападением на Польшу. В результате стремительного наступления немецких войск, использующих тактику молниеносной войны — блицкрига, союзнические войска были наголову разгромлены, и 22 июня Франция вынуждена была подписать перемирие. К этому времени бо́льшая часть её территории была оккупирована, а от армии практически ничего не осталось.
В июле 1940 года в Виши собралось Национальное собрание, постановившее передать диктаторскую власть маршалу Анри Филиппу Петену; это ознаменовало конец Третьей республики. Правительство Петена и в дальнейшем пребывало в Виши, в то время как северная часть Франции с Парижем была оккупирована немецкими войсками. В ноябре 1942 года немцы оккупировали всю Францию.

## Преследования

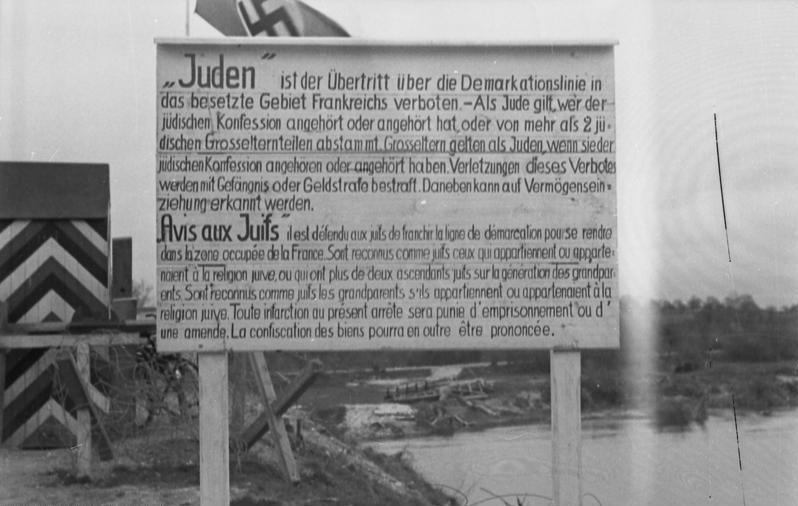
«Въезд евреев в оккупированную зону Франции воспрещается». Знак на демаркационной линии между оккупированной и «свободной» зонами Франции

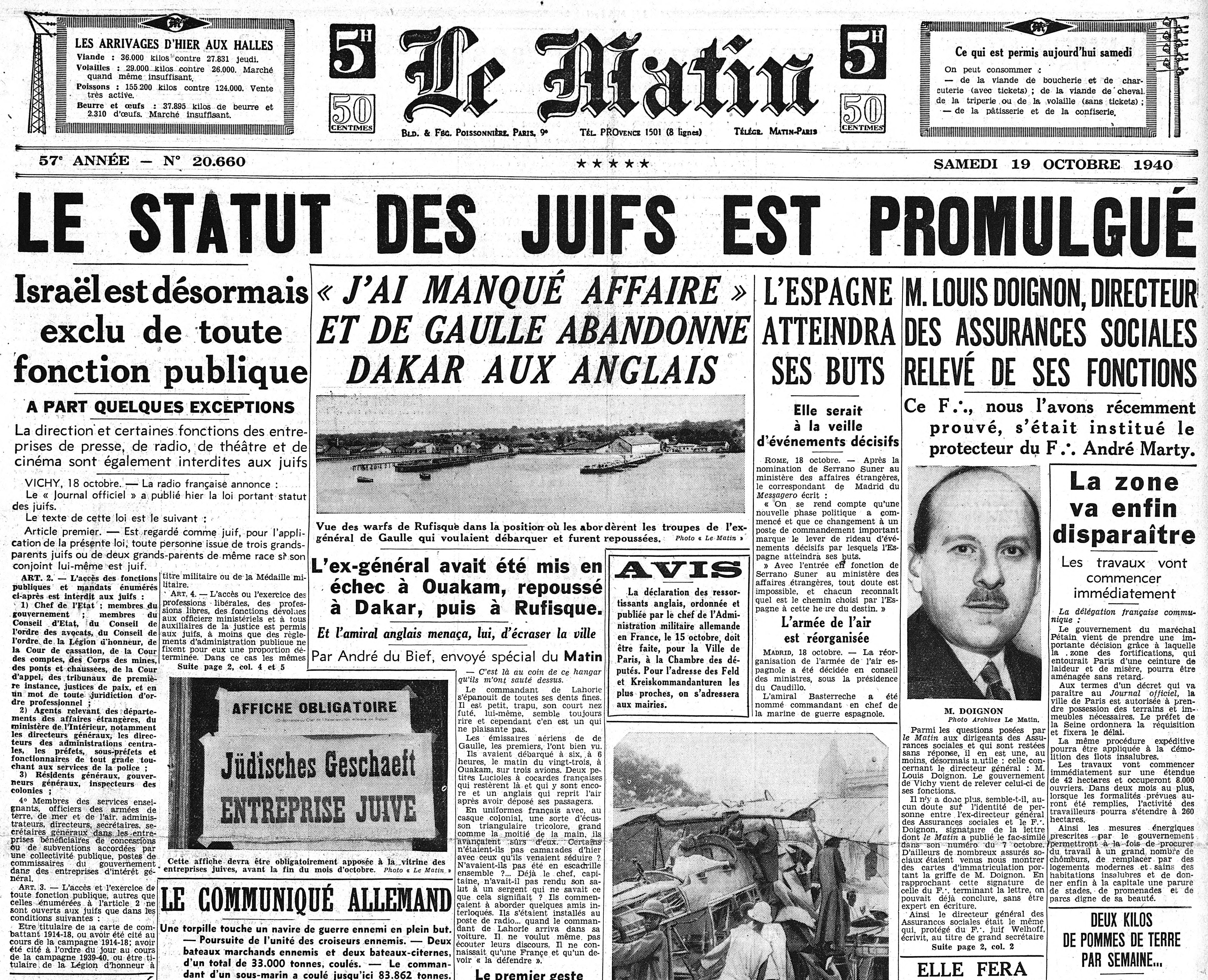
Выпуск парижской газеты Le Matin от 19 октября 1940 года с объявлением о принятии Декрет о евреях

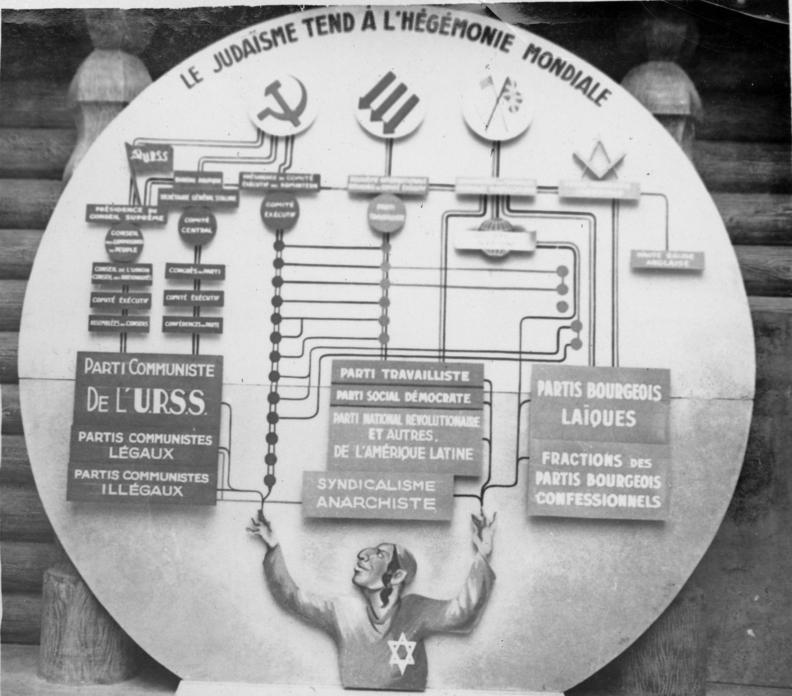
Антисемитская карикатура периода немецкой оккупации Франции

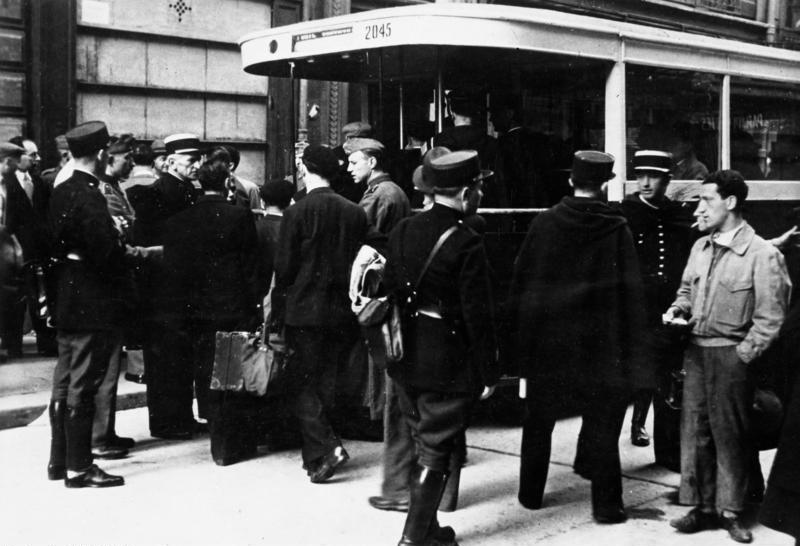
Арест евреев во Франции, август 1941

После оккупации Франции 27 сентября 1940 года было опубликовано постановление оккупационных властей о проведении переписи еврейского населения. Всего было зарегистрировано 287 962 еврея, из которых 60 % находились на оккупированной территории и 40 % под юрисдикцией коллаборационистского режима маршала Петэна.
Режим Виши 2 октября 1940 года принял первый «Декрет о евреях» (фр. Statut de juifs), ограничивающий их передвижение, доступ в общественные места и профессиональную деятельность. В июне 1941 был принят второй декрет, ещё более ухудшивший положение евреев. Власти Виши активно преследовали иностранных евреев, но выступали против депортации французских граждан.
Выявлением евреев и выдачей их нацистам добровольно и активно занимались многие французы.
29 марта 1941 года был создан «Генеральный комиссариат по еврейским вопросам» (фр. Commissariat général aux questions juives) под руководством Ксавье Валла, который занимался передачей еврейской собственности на оккупированной территории в руки нацистов. С 6 мая 1942 года комиссариат возглавил Луи Даркье де Пельпуа, который занялся той же деятельностью в «свободной зоне».
29 мая 1942 года в оккупированной зоне немцы издали приказ, обязывающий всех евреев старше 6 лет носить жёлтую звезду.
С 16 по 17 июля 1942 года в Париже и его предместьях были арестованы более 13 000 евреев, более трети из которых составляли дети. Их поместили в «зимний велодром» «Вель д’Ив». После пяти дней содержания на велодроме узники были доставлены в лагеря «Дранси», «Бон-ла-Роланд» и «Питивье», а затем — в немецкие лагеря смерти, в основном в Освенцим. Массовые облавы на евреев, в том числе на территории «свободной зоны» юга Франции, продолжались в течение всего 1942 года.
Немцы при содействии французских коллаборационистов продолжали депортацию евреев в лагеря смерти вплоть до освобождения Франции союзниками в июне-августе 1944 года. Последние эшелоны с евреями ушли в лагеря смерти в августе 1944 года.

## Сопротивление
В начале 1942 года Довид Кнут и Авраам Полонский со своими жёнами Ариадной Скрябиной и Эжени Полонской создали в Тулузе подпольную организацию, которую вначале назвали Bnei David ("потомки Давид"а), но в июне 1944 года переименовали в Organisation Juive de Combat («Еврейская армия», сокращённо OJC или ЕА). Ариадна Скрябина, взявшая себе подпольную кличку Регина, придумала особую церемонию принесения присяги при вступлении в организацию. За четыре года существования ЕА такую присягу принесли 1952 человека, среди которых было много евреев из России.
Первые акции ЕА были довольно простыми и безобидными. Целый год члены ЕА приносили интернированным еврейским беженцам из Германии продукты. Беженцы содержались в очень тяжёлых условиях, в лагере Ресебеду, рядом с Тулузой, приходилось подкупать часовых. В дальнейшем организация провела около 2000 боевых операций, в том числе 750 диверсий на железной дороге и 32 взрыва на военных заводах. Ариадна Скрябина погибла 22 июля 1944 года, попав в засаду.
Среди шести основателей движения «Либерасьон-Сюд» трое были евреями, организацией «Фран-тирёр» (Вольный стрелок) командовали Жан-Пьер Леви, Жозеф Эпштейн («полковник Жиль») и З. Готесман («капитан Филипп»). Одним из руководителей Сопротивления в Лионе был известный историк и капитан французской армии Марк Блок. Он был арестован гестапо и казнён после пыток 16 июня 1944 года.

## Помощь и спасение евреев
Вначале французские евреи полагали, что репрессии затронут только беженцев и не коснутся граждан Франции. Те, кто придерживался противоположной точки зрения, уже в конце июня 1940 года создали организацию «Амело» для помощи евреям. В оккупированной немцами зоне евреи к концу 1940 года поняли, что необходимо объединение усилий и в январе 1941 года был создан Координационный комитет благотворительных обществ Парижского района, объединивший деятельность как эмигрантов, так и французских евреев. Комитет, имея поддержку от французского Сопротивления, общественных деятелей, католической церкви и т. д., помогал евреям скрываться от депортаций и переправлял их за границу. На юге Франции в зоне, управляемой режимом Виши, беженцы и местные евреи так и не объединили усилий. Спасением еврейских детей занималась «Организация помощи детям» (OSE).
В коммуне Шамбон-сюр-Линьон местные жители под руководством пастора Андрэ Трокме спасли от 3 до 5 тысяч евреев, которых прятали по всей округе и переправляли в Швейцарию. Израильский Институт Катастрофы и героизма Яд ва-Шем за спасение евреев в годы Холокоста присвоил 4255 французам почётное звание «праведник мира».

## Статистика жертв
Точное количество погибших в ходе Холокоста евреев Франции не установлено. По разным данным цифры колеблются от 75 721 до 120 тысяч человек. Наименьшая цифра не учитывает евреев, арестованных и депортированных как участников движения Сопротивления и евреев погибших не в самой Франции, а лишь депортированных в лагеря смерти. По результатам исследований французские евреи и иностранцы пострадали примерно в равной степени.

## Память о Холокосте

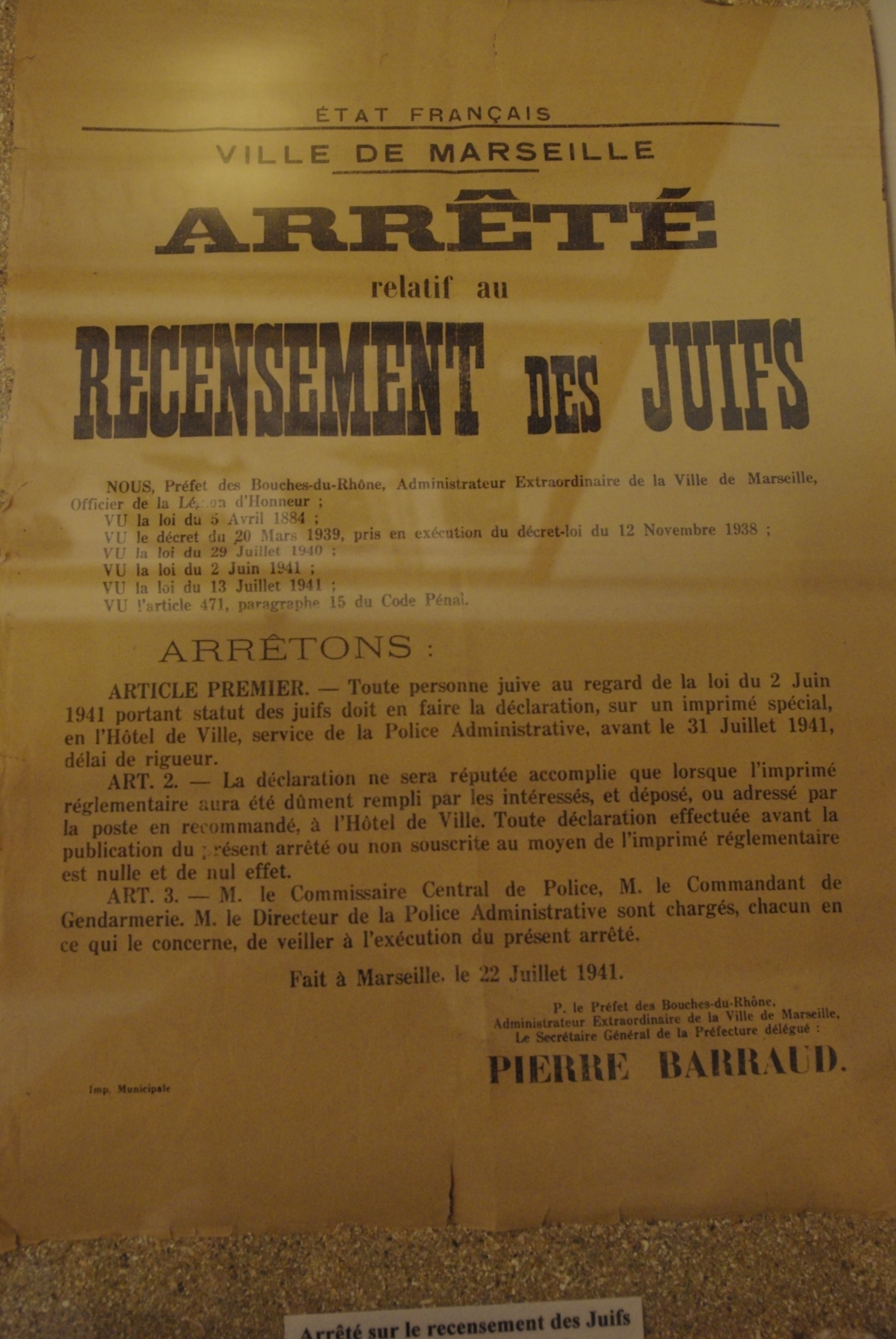
Марсельский плакат, на котором говорится о начале переписи евреев в 1941 г.

После войны отрицатели Холокоста пытались реабилитировать режим Виши. В частности, этим занимался коллаборационист Морис Бардеш. В 1978 году бывший руководитель вишистского Комиссариата по еврейским делам Луи Даркье де Пельпуа дал интервью журналу L’Express, в котором он заявил, что газовые камеры и сам Холокост был плодом сатанинской еврейской пропаганды. Отрицание Холокоста пропагандировал также бывший заключенный концлагерей Поль Рассинье.
13 июля 1990 года парламент Франции принял так называемый Закон Гейссо, который запрещает публичные расистские, антисемитские и ксенофобские высказывания, а также дискриминацию по принадлежности к этнической группе, нации, расе или религии. Закон также запрещает отрицать Холокост и выводы Международного военного трибунала в Нюрнберге, а также выражать сомнения в существовании лагерей смерти и газовых камер, в которых нацисты осуществляли массовые убийства. На основе Закона Гейссо было вынесено несколько обвинительных приговоров французским отрицателям Холокоста, наиболее известными из осуждённых за отрицание Холокоста во Франции являются Робер Фориссон и Роже Гароди.
Французский историк Жан-Пьер Минодьер пишет, что наиболее ужасным в осознании Холокоста французами является факт предательства идеалов равенства и братства: выдача на расправу граждан Франции, части французского народа по расовым основаниям — государственная измена Франции, всей французской истории и народа.

## Отражение в культуре
На тему Холокоста во Франции снято множество фильмов, в частности «Облава», «До свидания, дети», «Дом Нины» и другие.
Американскмй драматург Артур Миллер написал пьесу "Это случилось в Виши", по которой советский и российский актер и режиссер Михаил Козаков поставил телевизионный спектакль "А это случилось в Виши".